# Sumay
Sumay, también lladada Sumai, era una ciudad en el actual territorio de Guam, Estados Unidos. Estaba ubicada en la costa norte de la península de Orote, en el puerto de Apra. En donde se ubicaba la ciudad, ahora se ubica la Base Naval de Guam. 
Antes del contacto con los europeos, era habitada por el pueblo chamorro. Durante dominio español, fue una próspera ciudad portuaria al servicio de los balleneros y otros marineros y el segundo asentamiento más poblado de Guam por detrás de Agaña, la capital de las Islas Marianas españolas. Después de la captura de Guam por los Estados Unidos en 1898, el pueblo fue el sitio del Cuartel de la Marina de Guerra de Guam (Marine Barracks Guam).
A principios de la década de 1900, fue un nodo de enlace para las comunicaciones. Por la ciudad pasaba primer cable submarino para telégrafo que conectaba Asia y Estados Unidos. También era un puesto de descanso para el servicio aéreo Postal del China Clipper, el primer servicio aéreo entre Asia y Estados Unidos. 
Japón invadió Guam en 1941. Los japoneses desalojaron a los habitantes y el pueblo se convirtió en una guarnición militar japonesa. 
Durante la liberación estadounidense de la isla, en 1944, Sumay fue arrasada. El ejército estadounidense prohibió el regreso de los residentes y los reubicó en las colinas de la cercana Santa Rita. En 1948, el ejército estadounidense ejerció su "derecho al dominio eminente" (Expropiación) y se apoderó de todas las propiedades privadas y comerciales de Sumay. 
En donde se ubicaba la ciudad, ahora se ubica la Base Naval de Guam.

## Historia

### Periodo prehispánico
Existe un antiguo complejo de cuevas en Sumay que indica que el lugar estuvo habitado antes del contacto con los europeos, pero no ha sido bien documentado.

### Periodo español
En junio de 1678, en medio de las Guerras Hispano-Chamorro en las que España intentó consolidar el control de la isla, el gobernador Juan Antonio de Salas dirigió una columna militar a Sumay y al cercano pueblo de Orote, ambos considerados focos de resistencia, donde ordenó que se le prendiera fuego a las casas de los nativos.: 42 : 42 
Para pacificar la isla, los españoles reubicaron a gran parte de la población en "aldeas centralizadas" (reducción de indios) durante su gobierno. Uno de estos pueblos era el de Suma, donde se permitió que los chamorro que ahí vivían siguieran habitándola.
En 1734, el gobernador Francisco de Cárdenas Pacheco abrió nuevos fondeaderos en el puerto de Apra para proteger mejor a los barcos del clima y el ataque de los enemigos. Y empezó a construir un sistema de fortificaciones para proteger a los barcos. Sumay se convirtió en una próspera ciudad portuaria, en particular durante el apogeo de la caza de ballenas en el Pacífico en el siglo XIX.
Tras la epidemia de viruela de 1856, los supervivientes de la Bahía de Pago (Una bahía en la costa oriental de Guam), así como la misión católica, fueron trasladados a Sumay.

### Periodo estadounidense

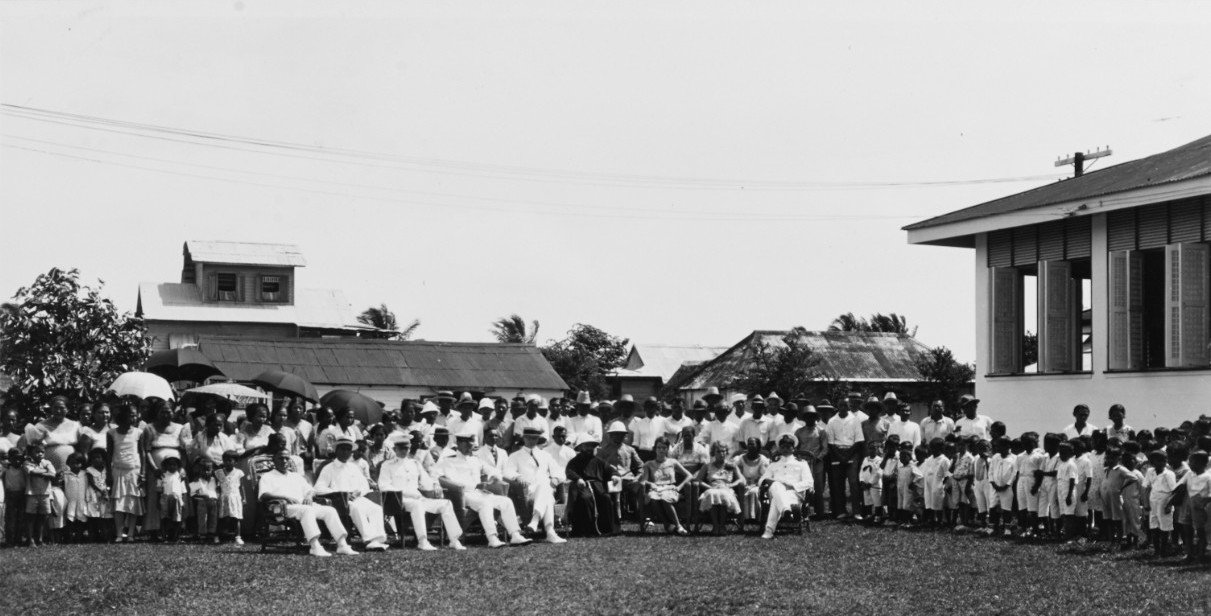
Gobernador Willis W. Bradley en la Escuela Maxwell en Sumay, ca. 1930

Después de la captura estadounidense de Guam en 1898, Sumay continuó existiendo como un pueblo económicamente importante en una ubicación estratégica de la isla. El 7 de agosto de 1899, se estableció una Gobernación Naval El Cuartel de la Marina de Guerra de Guam (Marine Barracks Guam) se estableció formalmente en Sumay en 1901.
En 1903, la Commercial Pacific Cable Company tendió un cable submarino para telégrafo que conectó Asia y Estados Unidos por primera vez. En el paso del cable por Guam, se construyó la Estación Telegráfica de Guam, construido en Sumay.

#### Primera Guerra Mundial
En 1914, los Alemanes del barco SMS Cormoran habían buscado refugio de los barcos japoneses en el puerto de Apra. Los alemanes llegaron sin combustible, por lo que estuvieron 2 años estacionados en la isla. En la mañana del 7 de abril de 1917 llegó a Guam la noticia por cable telegráfico de que el Congreso de los Estados Unidos había declarado la guerra a Alemania. Se le informó a la tripulación ahora eran prisioneros de guerra y que el barco debía ser entregado. El capitán, Adalbert Zuckschwerdt, intentó huir. Al no poder huir, decidió hacer estallar el barco. De los 370 tripulantes del Cormoran fallecieron 7. Este incidente es la primera acción violenta, disparos contra alemanes, primeros prisioneros de guerra alemanes capturados, primeros alemanes matados en acción por los Estados Unidos en la Primera Guerra Mundial.

#### Entreguerras
Sumay era el segundo pueblo más poblado de Guam durante el censo de 1920.
Estados Unidos tenía desconfianza de Japón que gobernaba las islas cercanas bajo el Mandato de las Islas del Mar del Sur. Para proteger las comunicaciones entre Hawái y Filipinas, decidieron establecer un escuadrón de la aviación en la isla. El 17 de marzo de 1921, llegó a Sumay, provenientes de desde Parris Island en Carolina del Sur, el Escuadrón de Exploración 1 (Scouting Squadron 1) de la nueva Aviación del Cuerpo de Marines de los Estados Unidos, organizado como Vuelo L (Flight L). : 42 El escuadrón estaba compuesto de compuesto por 10 pilotos y 90 hombres alistados.
Los aviadores de la Marina establecieron una base en tierra para sus aviones anfibios, que al principio comprendían aviones de tipo: Fairey N.9, Curtiss HS -2L y Felixstowe F.5 L, y más tarde Vought VE- 7s y Loening OL . La unidad de Aviación Marina también tomó información meteorológica detallada que contribuyó a la aviación transpacífica. : 42, 53 
En 1922, se utilizaron materiales dragados del puerto para rellenar la costa de Sumay y se construyó un malecón, lo que significa que el pueblo ya no siguió la línea de la costa.
El primer campo de golf de Guam, Sumay Golf Links, se estableció en el pueblo en 1923.
En respuesta a las presiones presupuestarias tras el desplome de Wall Street de 1929 y un nuevo estado de ánimo de no intervención, EE. UU. decidió cerrar la base de hidroaviones de Sumay el 23 de febrero de 1931. : 61 
La escuela Maxwell, que lleva el nombre del gobernador William John Maxwell, se construyó a principios de la década de 1930.
En 1935, Pan American Airways consiguió los derechos de uso de las antiguas instalaciones de la Aviación Marina y convirtió a Sumay en una base para su China Clipper. Este era el primer servicio transpacífico de carga aérea, que volaba de San Francisco a Manila. En el camino, repostaba en Honolulu, Midway, Wake y en Sumay. Llegó a Sumay el 27 de noviembre de 1935. El primer vuelo de servicio de pasajeros llegó el 21 de octubre de 1936. En Sumay, Pan American construyó el primer hotel de Guam para sus pasajeros ricos del China Clipper en marzo de 1936 con suministros traídos por en el SS North Haven. El "Skyways Inn" tenía 20 habitaciones y era un lugar de reunión popular para que los líderes políticos y empresariales de la isla se mezclaran con los huéspedes.

### Periodo japonés

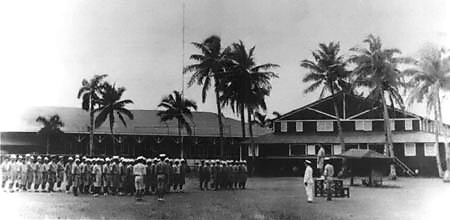
Tropas de la Marina de Guerra Imperial Japonesa reunidas en el antiguo Cuartel de la Marina en Sumay

Al menos 2000 personas vivían en Sumay antes de la invasión japonesa el 8 de diciembre de 1941. Debido a su importancia estratégica y cuartel de la Marina, el pueblo fue el primer objetivo de los bombardeos japoneses.
A las 04:44 del 8 de diciembre, el gobernador de la isla, George McMillin, fue informado del ataque a Pearl Harbor. A las 08:27, aviones japoneses con base en tierra de Saipán atacaron el cuartel de la marina, Piti Navy Yard, la estación de radio Libugon, la Standard Oil Company y el Pan American Hotel. Durante el ataque aéreo, el USS Penguin se hundió después de derribar al menos un avión japonés.
El 10 de diciembre, los japoneses de la 5.ª Fuerza de Defensa atacaron y derrotaron a la Guardia de la Fuerza Insular en Agaña. Luego avanzaron sobre Piti, desplazándose hacia Sumay, donde estaba el Cuartel de la Marina. los marines, por orden de McMillin, se rindieron a las 05:45. McMillin se rindió oficialmente a las 06:00.

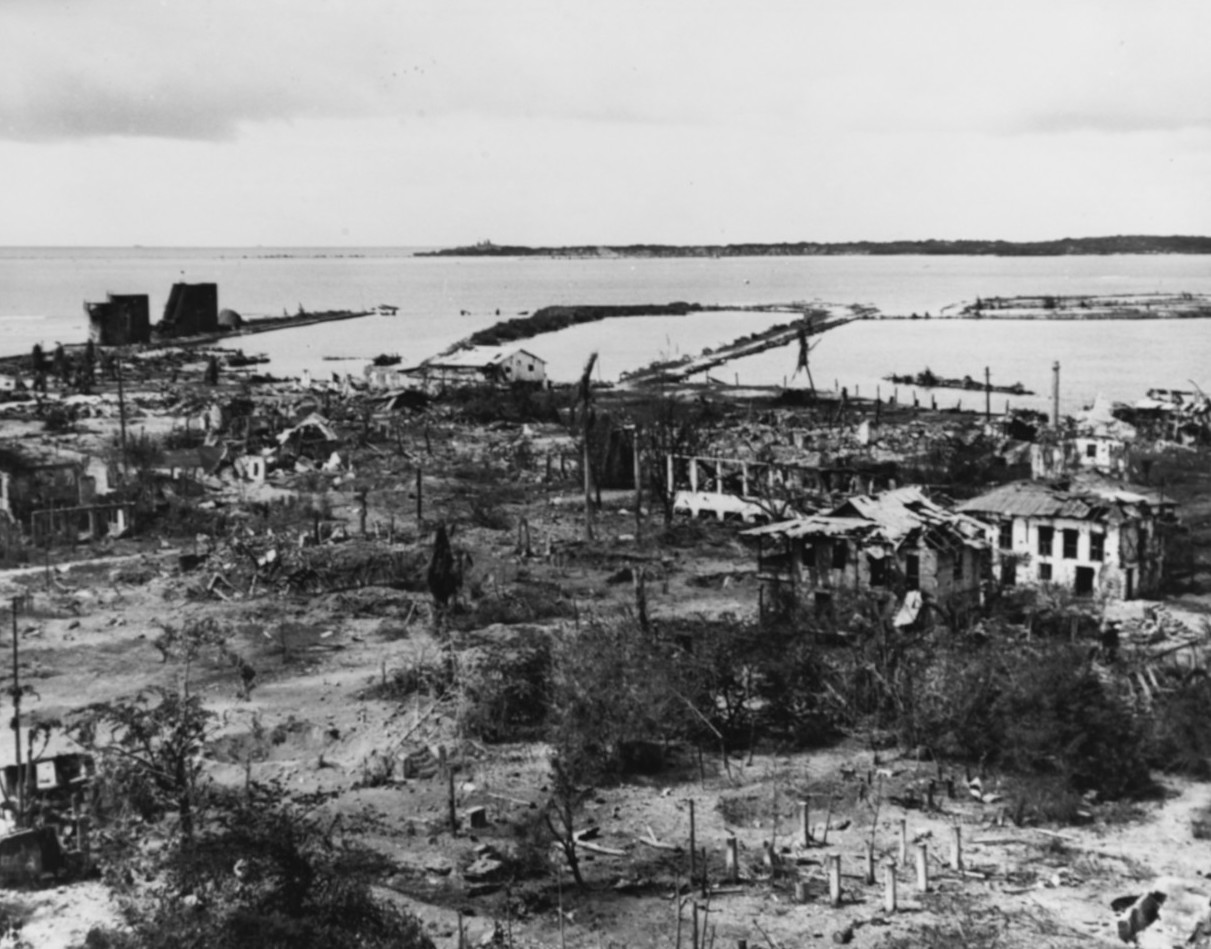
Sumay destruida, fotografía tomada después de la Batalla de Guam de 1944 que terminó con la reconquista de Guam por parte de los Estados Unidos.

Los residentes de Sumay habían huido durante el bombardeo. Muchos se refugiaron en un rancho llamado Apla en la ubicación actual de Navy Exchange and Commissary. Muchas familias se separaron durante la confusión. Varios días después de la rendición de las fuerzas estadounidenses, las fuerzas japonesas desalojaron a los residentes de Sumay para convertirla en una guarnición y se prohibió a los residentes regresar sin permiso. Se registraron cinco violaciones sexuales a niñas de Sumay durante el desalojo. 
Durante la ocupación japonesa de Guam, algunos residentes de Sumay fueron reclutados para construir el Campo de Orote. La Iglesia de Santa María de Guadalupe de Sumay fue convertida en un auditorio para el ejército japonés.
Anticipándose a un ataque estadounidense, en julio de 1944, el ejército japonés obligó a los residentes de Sumay que habían estado viviendo en Apla a marchar hacia el campo de concentración de Manenggon; 34 residentes de Sumay y Agat fueron conducidos a cuevas en Fena y masacrados con granadas.
El 21 de julio, los estadounidenses desembarcaron en ambos lados de la península de Orote. Después de feroces combates durante la reconquista estadounidense de Guam, las fuerzas estadounidenses declararon segura la península el 29 de julio de 1944. Se estima que 3000 soldados japoneses murieron defendiendo la península de Orote y el pueblo de Sumay fue esencialmente arrasado.

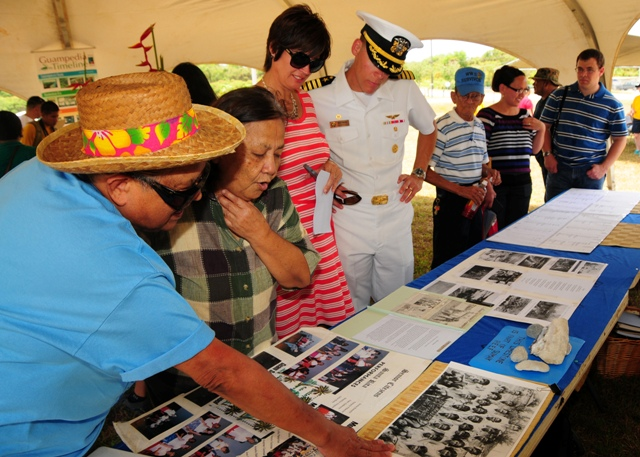
El oficial al mando de la Base Naval de Guam y los antiguos residentes de Sumay en la antigua ubicación de la aldea en el Día de Regreso a Sumay de 2013

### Segundo periodo estadounidense
El ejército de EE. UU. prohibió el reingreso a Sumay ya que el puerto de Apra se había convertido en un lugar estratégico clave durante la Campaña del Pacífico. Los antiguos residentes deseaban volver a su ciudad, por lo que se reunieron en el cercano rancho Apla y construyeron casas improvisadas mientras esperaban que se les permitiera regresar. En un momento, a muchos se les permitió regresar para recolectar artículos pequeños en las ruinas de las casas que habían sobrevivido.
Mientras tanto, el almirante Chester Nimitz solicitó que el 55% de Guam se reservara para uso militar, incluida la totalidad de Sumay. En 1945, el ejército de los Estados Unidos les dio a los residentes de Sumay en Apla dos opciones de reasentamiento: a Agat o a un campo de refugiados "temporal" en las colinas cercanas de lo que ahora es Santa Rita-Sumai, originalmente llamado simplemente Santa Rita. Los residentes de Sumay eligieron la segunda opción, mudándose entre 1945 y 1946 a un área sin desarrollo, sin carreteras, ni agua corriente, ni electricidad. 
En 1946, el Congreso de los EE. UU. aprobó la Public Law 594, La ley de Adquisición de Tierras de Guam, que permite a la Marina de los EE. UU. adquirir todas y cada una de las tierras que considere necesarias en la isla. En 1948, los militares presentaron el Civil Case No. 5-49 en el Corte Suprema de Guam. Con esto, solicitaban ejercer su "derecho al dominio eminente" (Expropiación) y así se apoderaron de todas las propiedades privadas y comerciales de Sumay. Así, un total de 245 terrenos privados y comerciales fueron traspasados al gobierno.
En 1952, el pueblo de Santa Rita completó su iglesia, dedicándola a Nuestra Señora de Guadalupe, la patrona de Sumay. A los residentes de Sumay se les permitió regresar a su antiguo pueblo por primera vez en 1961 para atender las tumbas de sus familiares el Día de los Muertos, una práctica tradicional chamorra. En 1968, Agat Park pasó a llamarse Agat-Sumay Memorial Park. En 1972, la Legislatura de Guam aprobó una resolución reconociendo el sufrimiento de la gente de Sumay y se construyó una división de viviendas en Santa Rita llamada Nueva Sumay; esta subdivisión ahora se conoce como Santa Rosa o Hyundai. El Parque Memorial Sumay se inauguró en 1983 en el sitio de la antigua iglesia. En 1988, se erigió el Memorial de la Paz de Santa Rita-Sumay en la antigua entrada del campo de refugiados al que se mudaron los residentes en 1945-1946. En 1999, el cementerio de Sumay fue incluido en el Registro Nacional de Lugares Históricos El cementerio, una cruz de la iglesia del pueblo y las ruinas de algunas estructuras son todo lo que queda del pueblo.
En los tiempos modernos, la ubicación y el nombre de Sumay son compartidos con el "Sumay Cove Marina", que ofrece servicios de recreación al aire libre en la Base Naval de Guam.

## Residentes notables
- Antonio Borja Won Pat (1908-1987), primer Delegado de Guam a la Cámara de Representantes de los EE . UU. de 1973 a 1985 y homónimo del Aeropuerto Internacional Antonio B. Won Pat
- Vicente T. Blaz, conocido como Ben Blaz (1928-2014), primera persona de una minoría étnica en alcanzar el rango general en el Cuerpo de Marines de los EE. UU., primer chamorro en alcanzar el rango general en las Fuerzas Armadas de los EE. UU., segundo delegado de Guam en los EE. UU. Cámara de Representantes de 1985 a 1993, homónimo de Marine Corps Base Camp Blaz.